# ألان أونيل
ألان أونيل (بالإنجليزية: Alan O'Neill)‏ (13 نوفمبر 1937 في المملكة المتحدة - ) هو لاعب كرة قدم بريطاني في مركز مهاجم داخلي. لعب مع أستون فيلا وكامبريدج يونايتد ونادي بليموث أرجايل ونادي بورنموث ونادي سندرلاند.

## وصلات خارجية
- ألان أونيل على موقع قاعدة بيانات كرة القدم.إي يو (الإنجليزية)